# Xbox Live Arcadeのゲームタイトル一覧
Xbox Live Arcadeのゲームタイトル一覧（エックスボックスライブアーケードのゲームタイトルいちらん）では、Xbox・Xbox 360・Xbox One・Xbox Series X/Sのサービス「Xbox Live」においてダウンロード可能な（予定含む）ゲームソフトのタイトルを列記する。
2013年8月後半からはXbox 360のシステムアップデートに伴い現地通貨へ移行することが発表された。Xbox One以降の後方互換に対応したLive Arcade作品については太字で表記する。ただし、日本のリージョンのMicrosoftアカウント、およびMicrosoft StoreではXbox One世代以降でも購入できない作品も存在する。

## 2005年（全14タイトル）
- 12月10日 Hexic HD（マイクロソフト） - ハードディスクユニットに同梱。
- 12月10日 ガントレット (Midway Games, Inc.)
- 12月10日 ジャウスト (Joust)
- 12月10日 Geometry Wars: Retro Evolved
- 12月10日 Mutant Storm Reloaded
- 12月10日 Hardwood Backgammon
- 12月10日 Hardwood Hearts
- 12月10日 Hardwood Spades
- 12月10日 Outpost Kaloki X
- 12月10日 Bankshot Billiards 2
- 12月10日 Bejeweled 2
- 12月10日 Zuma
- 12月10日 スマッシュTV (Smash TV)
- 12月14日 Wik: Fable of Souls
- 12月17日 Robotron: 2084

## 2006年（全21タイトル）
- 1月25日 Marble Blast Ultra
- 2月07日 Crystal Quest
- 2月17日 Mad Tracks
- 3月09日 Jewel Quest
- 3月16日 フィーディング フレンジー
- 3月23日 Astropop
- 5月10日 UNO（マイクロソフト） - Xbox LIVE ビジョンに無料ダウンロードコードが付属。2014年12月末、配信終了。
- 7月12日 フロッガー
- 7月19日 クローニング クライド
- 7月26日 ギャラガ
- 8月09日 パックマン
- 8月30日 タイムパイロット
- 9月13日 スクランブル
- 9月28日 ドゥーム
- 10月11日 ディグダグ
- 11月02日 TotemBall（マイクロソフト） - 無料。ライブカメラ必須。
- 11月08日 魂斗羅
- 11月22日 Small Arms
- 12月06日 RoboBlitz
- 12月13日 Assault Heroes
- 12月20日 Novadrome
- 12月27日 ニューラリーX

## 2007年（全51タイトル）
- 1月10日 ミズ・パックマン
- 1月17日 Heavy Weapon: Atomic Tank
- 2月14日 Paperboy
- 2月28日 Alien Hominid HD
- 3月07日 Worms
- 3月07日 LUMINES LIVE!（マイクロソフト）
- 3月28日 Jetpac Refuelled
- 4月04日 Luxor 2
- 4月17日 3D Ultra Minigolf Adventures - 日本未発売。
- 4月18日 ジャイラス (Gyruss)
- 4月18日 3Dウルトラミニゴルフアドベンチャー (3D Ultra Minigolf Adventures)
- 4月25日 Pinball FX
- 4月25日 Eets:Chowdown
- 5月02日 Catan（マイクロソフト） - 2014年6月、配信終了。
- 5月02日 Centipede - 日本未発売。
- 5月09日 ダブルドラゴン (Double Dragon)
- 5月16日 Soltrio Solitaire  5/16
- 5月23日 グリーンベレー (Rush'n Attack)
- 5月23日 ゼビウス (XEVIOUS)
- 5月30日 Mad Tracks
- 6月06日 パックマン チャンピオンシップ エディション (PAC-MAN Championship Edition)
- 6月13日 プリンスオブペルシャ (Prince of Persia Classic)
- 6月20日 Band of Bugs
- 6月22日 Space Giraffe
- 6月27日 Carcassonne
- 7月4日 Missile Command - 日本未発売。
- 7月11日 Texas Hold'em
- 7月11日 ソニック・ザ・ヘッジホッグ
- 7月11日 ゴールデンアックス
- 7月11日 イーアル カンフー (Yie Ar Kung-Fu)
- 7月18日 ボンバーマン ライブ (BOMBERMAN LIVE)
- 7月25日 悪魔城ドラキュラX 月下の夜想曲 - 日本語音声追加版。
- 7月25日 スーパー魂斗羅
- 8月01日 Marathon: Durandal
- 8月01日 Spyglass Board Games
- 8月01日 Tower Bloxx Deluxe
- 8月08日 Track & Field
- 8月15日 Hexic 2（マイクロソフト）
- 8月15日 エコー・ザ・ドルフィン (Ecco the Dolphin)
- 8月22日 Space Giraffe
- 8月22日 Street Trace: NYC
- 8月29日 ベア・ナックルII 死闘への鎮魂歌
- 8月29日 Super Puzzle Fighter II Turbo HD Remix - 日本未発売。
- 9月05日 餓狼伝説スペシャル[注釈 1]
- 9月12日 ソニック・ザ・ヘッジホッグ2
- 9月17日 Speedball 2: Brutal Deluxe
- 9月19日 Puzzle Quest: Challenge of the Warlords
- 10月17日 Every Extend Extra Extreme
- 10月24日 EXIT
- 10月24日 Battlestar Galactica
- 10月31日 Mutant Storm Empire
- 11月07日 Switchball
- 11月07日 Word Puzzle
- 11月14日 Screwjumper! - 日本未発売。
- 11月21日 Undertow
- 11月29日 Crysis
- 12月12日 GripShift
- 12月20日 Boom Boom Rocket
- 12月21日 Sensible World of Soccer - 日本未発売。
- 12月26日 SpongeBob SquarePants: Underpants Slam! - 日本未発売。

## 2008年（全49タイトル）
- 1月02日 メタルスラッグ3
- 1月09日 オメガファイブ
- 1月30日 Rez HD（キューエンタテインメント）
- 2月06日 Poker Smash
- 2月13日 Commanders: Attack of the Genos - 日本未配信。
- 2月13日 Discs of Tron - 日本未配信。
- 2月20日 N＋
- 2月27日 トリガーハート エグゼリカ
- 3月12日 Brain Challenge
- 3月26日 TiQal
- 3月27日 Warlords
- 4月02日 ミスタードリラー オンライン
- 4月09日 斑鳩（マイクロソフト）
- 4月16日 Rocky & Bullwinkle
- 5月14日 Assault Heroes 2
- 5月21日 Penny Arcade Adventures
- 5月28日 Buku 数字パズル
- 6月04日 Aces of the Galaxy
- 6月11日 Frogger2
- 6月18日 Sealife Safari
- 6月25日 Ticket to Ride
- 6月25日 Wolf of the Battlefield: Commando 3 - 日本未発売。
- 7月02日 SOULCALIBUR
- 7月09日 Golf: Tee It Up!
- 7月09日 Schizoid
- 7月16日 Coffeetime Crosswords
- 7月16日 Double D Dodgeball
- 7月23日 Go! Go! Break Steady
- 7月23日 Shotest Shogi
- 7月30日 Geometry Wars: Retro Evolved 2
- 8月06日 Braid
- 8月13日 バイオニックコマンドーマスター D 復活計画
- 8月13日 Fable II パブ ゲーム
- 8月20日 Galaga Legions
- 8月27日 Castle Crashers
- 9月03日 Shred Nebula
- 9月03日 Gin Rummy
- 9月10日 真SAMURAI SPIRITS 覇王丸地獄変[注釈 2]
- 9月10日 Shotest Shogi
- 9月10日 RocketBowl
- 9月17日 Feeding Frenzy 2
- 9月17日 Domino Master
- 10月08日 Beat'n Groovy
- 10月08日 Shadow Assault 〜TENCHU〜
- 10月14日 Golden Axe
- 10月15日 Crazy Mouse
- 10月15日 Age of Booty - 日本未発売。
- 10月22日 Portal: Still Alive
- 10月29日 Penny Arcade Adventures: On the Rain-Slick Precipice of Darkness, Episode Two
- 10月29日 Are You Smarter Than A 5th Grader? - 日本未発売。
- 11月05日 Vigilante 8 Arcade
- 11月19日 A Kingdom for Keflings
- 12月03日 バンジョーとカズーイの大冒険（マイクロソフト）
- 12月10日 PowerUp Forever
- 12月10日 メテオスウォーズ（キューエンタテインメント）
- 12月17日 Dash of Destruction

## 2009年（全60タイトル）
- 1月07日 Interpol
- 1月21日 The Maw
- 1月28日 FunTown Mahjong
- 2月04日 R-Type Dimensions
- 2月11日 3 on 3 NHL Arcade
- 2月11日 Minesweeper Flags
- 2月18日 Death Tank
- 2月25日 EXIT 2
- 3月11日 Peggle
- 3月11日 クリスタル・ディフェンダーズ
- 3月25日 UNO RUSH
- 4月01日 The Dishwasher: Dead Samurai
- 4月08日 Puzzle Quest: Galactrix
- 4月08日 Flock! - 日本未配信。
- 4月22日 ロードランナー
- 4月29日 バンジョーとカズーイの大冒険2
- 4月29日 電脳戦機バーチャロン オラトリオ・タングラムVer5.66
- 5月06日 Space Invaders Extreme
- 5月06日 ARKANOID Live!
- 5月06日 Zombie Wranglers
- 5月13日 Texas Cheat 'Em
- 5月20日 Blazing Birds
- 5月20日 Gel: Set & Match
- 5月27日 ょすみん。 LIVE
- 6月3日 Wolfenstein 3D
- 6月10日 ガンスターヒーローズ
- 6月10日 ソニック・ザ・ヘッジホッグ3
- 6月10日 獣王記
- 6月10日 SHINOBI 忍
- 6月10日 コミックスゾーン
- 6月10日 ファンタシースターII 還らざる時の終わりに
- 6月17日 Magic: The Gathering - Duels of the Planeswalkers
- 6月17日 Sam & Max Save the World
- 6月24日 ロックマン9 野望の復活!!
- 6月24日 餓狼 MARK OF THE WOLVES
- 7月01日 THE KING OF FIGHTERS’98 ULTIMATE MATCH
- 7月01日 Worms 2: Armageddon
- 7月08日 Battlefield 1943
- 7月15日 Madballs Babo:Invasion
- 7月15日 Tour de France 2009: The Official Game - 日本未発売。
- 7月15日 The Secret of Monkey Island - 日本未発売。
- 7月22日 Splosion Man
- 7月29日 MARVEL VS. CAPCOM 2: New Age of Heroes
- 8月5日 BUBBLE BOBBLE Neo!
- 8月12日 Trials HD
- 8月19日 Shadow Complex
- 8月26日 Invincible Tiger: The Legend of Han Tao
- 9月2日 Yo-Ho Kablammo
- 9月2日 Defense Grid: The Awakening
- 9月9日 ソニック&ナックルズ
- 9月15日 Zuma's Revenge! - ディスク版あり。
- 9月23日 イオン アソルト
- 9月24日 Command & Conquer: Red Alert 3 – Uprising - 日本未配信。
- 9月30日 PUZZLE BOBBLE Live!
- 9月30日　Military Madness: Nectaris - 日本未発売。
- 10月07日 SOUTH PARK LET'S GO TOWER DEFENSE PLAY!
- 10月14日 Sam & Max Beyond Time and Space
- 10月16日 Magic: The Gathering
- 10月21日 Tower Bloxx Deluxe
- 10月28日 RAINBOW ISLANDS: TOWERING ADVENTURE!
- 11月11日 0D Beat Drop
- 11月11日 NBA UNRIVALED
- 11月11日 EnclevermentExperiment
- 11月18日 Gyromancer
- 11月18日 Diner Dash
- 11月18日 Hasbro Family Game Night
- 11月25日 Madden NFL Arcade
- 12月9日 QIX++
- 12月16日 Alien Breedエピソード1
- 12月16日 Puzzlegeddon - 日本未発売。
- 12月23日 0 Day Attack on Earth™

## 2010年（全58タイトル）
- 1月20日 DEATH BY CUBE
- 1月20日 ヴァンダルハーツ
- 2月4日　Fret Nice - 日本未発売。
- 2月10日 Darwinia+
- 2月17日 Matt Hazard: Blood Bath and Beyond
- 2月17日 The Misadventures of P.B. Winterbottom - 日本未発売。
- 2月24日 Lazy Raiders
- 3月3日 TOY SOLDIERS
- 3月10日 Scrap Metal™
- 3月24日 Game Room（マイクロソフト）
- 3月31日 ロックマン10 宇宙からの脅威!!
- 4月21日 アフターバーナー クライマックス
- 4月28日 Tecmo Bowl Throwback - 日本未発売。
- 5月5日 レイストーム HD
- 5月12日 Rocket Knight
- 5月12日 Things on Wheels - ToW -
- 5月19日 メタルスラッグXX
- 5月19日 AQUA（英語版）
- 5月26日 DOOM II
- 6月2日 Snoopy Flying Ace
- 6月9日 ネオジオバトルコロシアム NEOGEO BATTLE COLISEUM
- 6月9日 Earthworm Jim HD
- 6月16日 Space Ark
- 6月23日 RISK: FACTIONS
- 6月23日 Duke Nukem: Manhattan Project - 日本未発売。
- 6月30日 Ancients of Ooga
- 6月30日 Puzzle Quest 2 - 日本未発売。
- 7月7日 Monkey Island 2 Special Edition: LeChuck's Revenge
- 7月21日 LIMBO
- 7月28日 Hydro Thunder Hurricane
- 8月4日 悪魔城ドラキュラ Harmony of Despair
- 8月11日 Monday Night Combat
- 8月18日 ララ・クロフト アンド ガーディアン オブ ライト
- 9月8日 デッドライジング2：CASE 0
- 9月8日 プラントVSゾンビ
- 9月15日 SPACE INVADERS INFINITY GENE
- 9月15日 デッドライジング2: CASE WEST
- 9月15日 KOF SKY STAGE
- 9月22日 Alien Breed 2: Assault
- 9月22日 BLACKLIGHT: TANGO DOWN
- 9月22日 DeathSpank: Thongs of Virtue - 日本未配信。
- 9月29日 ソニックアドベンチャー
- 9月29日 Hydrophobia
- 10月5日 Orcs Must Die! -
- 10月6日 Comic Jumper
- 10月13日 ソニック・ザ・ヘッジホッグ4 エピソードI
- 10月13日 Dead Space Ignition - 日本未配信。
- 10月17日 Every Extend Extra Extreme - 日本未配信。
- 10月20日 スコット・ピルグリムVS.ザ・ワールド:_ザ・ゲーム
- 10月20日 Super Meat Boy
- 10月27日 Pinball FX 2
- 10月28日 Haunted House - 日本未発売。
- 11月3日 THE KING OF FIGHTERS 2002 UNLIMITED MATCH
- 11月3日 遊戯王 5D’s ディケイド デュエルズ
- 11月10日 ぐわんげ
- 11月10日 Faery: Legends of Avalon - 日本未配信。
- 11月17日 パックマン チャンピオンシップ エディション DX
- 11月17日 Alien Breed 3: Descent
- 11月24日 クレイジータクシー
- 11月24日 Voodoo Dice
- 12月1日 Unbound Saga
- 12月8日 Bomberman Live: Battlefest
- 12月8日 Doritos Crash Course（マイクロソフト） - 無料。
- 12月8日 Harms Way（マイクロソフト） - 無料。
- 12月15日 クエークアリーナアーケード
- 12月15日 The Path of Go
- 12月22日 A World of Keflings
- 12月27日 デッドライジング2:CASE WEST - クレジットカードでのみ購入可。
- 12月29日 Raskulls
- 12月29日 Microbot

## 2011年（全45タイトル）
- 1月5日 ilomilo
- 1月19日 Spare Parts
- 2月2日 Bionic Commando Rearmed 2 - 日本未発売。
- 2月9日 Stacking
- 2月16日 Hard Corps: Uprising
- 2月23日 ビジュエルド･ブリッツ LIVE
- 3月2日 Beyond Good & Evil HD - 日本未発売。
- 3月9日 Torchlight - 日本未発売。
- 3月23日 Swarm
- 3月23日 Ghostbusters: Sanctum of Slime - 日本未発売。
- 3月30日 Islands of Wakfu
- 3月30日 星霜鋼機ストラニア
- 4月6日 The Dishwasher: Vampire Smile
- 4月6日 Red Faction: Battlegrounds
- 4月13日 Might & Magic: Clash of Heroes - 日本未発売。
- 4月20日 The Fancy Pants Adventures
- 4月20日 Section 8: Prejudice
- 4月27日 NIN2-JUMP
- 4月27日 トラブル☆ウィッチーズねぉ！
- 4月27日 Outland
- 5月4日 BANGAI-O HD Missile Fury
- 5月4日 MOON DIVER
- 5月11日 Gatling Gears
- 6月15日 Magic: The Gathering – Duels of the Planeswalkers 2012
- 6月22日 Iron Brigade（マイクロソフト）
- 6月22日 Trenched
- 6月29日 BackBreaker Vengeance
- 6月29日 Galaga Legions DX
- 6月29日 HALF-MINUTE HERO -Super Mega Neo Climax- （勇者 30 ）
- 7月6日 MLB® Bobblehead Pros
- 7月6日 Deadliest Warrior: Legends - 日本未配信。
- 7月13日 Ms. Splosion Man™
- 7月14日 Deadliest Warrior: The Game - 日本未配信。
- 7月20日 Bastion
- 7月27日 From Dust™
- 8月3日 Insanely Twisted Shadow Planet
- 8月10日 Fruit Ninja Kinect
- 8月17日 Toy Soldiers: Cold War
- 8月24日 Hole In The Wall™
- 8月24日 ストリートファイターIII 3rd STRIKE ONLINE EDITION[注釈 3]
- 8月31日 Rock of Ages
- 8月31日 Ugly Americans: Apocalypsegeddon  - 日本未発売。
- 9月7日 Crimson Alliance（マイクロソフト） - 無料。
- 9月7日 Leedmees
- 9月7日 BloodRayne: Betrayal - 日本未発売。
- 9月14日 レイディアントシルバーガン
- 9月21日 Burnout™ Crash!
- 9月21日 Rotastic
- 9月27日 バイオハザード Code Veronica HD
- 9月28日 MLB® Bobblehead Battle
- 9月28日 Worms™: Ultimate Mayhem
- 10月5日 Space Channel 5 Part 2
- 10月5日 NBA Jam: On Fire Edition - 日本未発売。
- 10月5日 ゲットバス
- 10月5日 Orcs Must Die!
- 10月12日 ガーディアンヒーローズHD
- 10月12日 REAL STEEL
- 10月19日 ビジュエルド3 - 海外ではディスク版あり。
- 10月26日 DAYTONA USA
- 11月2日 BurgerTime World Tour
- 12月4日 ソニック・ザ・ヘッジホッグCD
- 12月14日 Joe Danger Special Edition
- 12月21日 Trine 2

## 2012年
- 1月4日 NFL Blitz
- 1月11日 Choplifter HD
- 1月11日 AMY - 日本未配信。
- 1月18日 Scarygirl
- 1月18日 ホーント -Haunt-（英語版）
- 1月25日 Puddle
- 1月25日 Quarrel
- 2月1日 BOOM BOOM DANCE
- 2月1日 Double Fine Happy Action Theater
- 2月3日 The Simpsons Arcade Game - 日本未配信。
- 2月8日 Gotham City Impostors - 日本未配信。
- 2月8日 Shank 2
- 2月15日 Warp - 日本未配信。
- 2月22日 Alan Wake's American Nightmare
- 2月29日 Nexuiz
- 3月7日 I Am Alive - 日本未配信。
- 3月14日 Defenders of Ardania
- 3月14日 Shoot Many Robots
- 3月21日 Sine Mora
- 3月21日 Rayman 3 HD - 日本未配信。
- 3月27日 Final Fight: Double Impact - 日本未配信。
- 3月28日 Wrecked: Revenge Revisite
- 3月30日 South Park: Tenorman's Revenge
- 4月4日 Diabolical Pitch
- 4月4日 The Pinball Arcade
- 4月6日 Anomaly: Warzone Earth
- 4月11日 The Splatters
- 4月11日 スカルガールズ - 日本未配信。
- 4月11日 World Gone Sour
- 4月13日 Fez
- 4月18日 Trials Evolution
- 4月25日 Bloodforge - 日本未配信。
- 4月25日 Deep Black: Episode 1
- 4月27日 The Walking Dead - Episode 1: A New Day - 日本未配信。
- 5月2日 Fable Heroes
- 5月2日 Awesomenauts
- 5月9日 Minecraft: Xbox 360
- 5月16日 ソニック・ザ・ヘッジホッグ4 エピソード2
- 5月16日 JAM Live Music Arcade
- 5月18日 ドラゴンズレア
- 5月23日 モンスターワールドコレクション - ワンダーボーイ モンスターランド、ワンダーボーイV モンスターワールドIII、モンスターワールドIVを収録。
- 5月23日 セガクラシックコレクション - アレックスキッドのミラクルワールド、ザ・スーパー忍、スーパーハングオンを収録。
- 5月23日 Joy Ride Turbo
- 5月30日 Mad Riders
- 5月30日 ベア・ナックルコレクション - ベア・ナックル 怒りの鉄拳、ベア・ナックルII 死闘への鎮魂歌、ベア・ナックルIIIを収録。
- 5月30日 ゴールデンアックスコレクション - ゴールデンアックス、ゴールデンアックスII、ゴールデンアックスIIIを収録。
- 6月6日 バーチャファイター5 Final Showdown
- 6月6日 Bang Bang Racing
- 6月13日 Babel Rising
- 6月20日 Magic: The Gathering – Duels of the Planeswalkers 2013
- 6月27日 Jeremy McGrath's Offroad
- 6月29日 Mini Ninjas Adventures
- 7月4日 Spelunky
- 7月4日 Bellator: MMA Onslaught
- 7月6日 Frogger: Hyper Arcade Edition
- 7月11日 Zuma's Revenge!
- 7月11日 Quantum Conundrum
- 7月13日 Dungeon Fighter Live: Fall of Hendon Myre
- 7月18日 Tony Hawk's Pro Skater HD
- 7月25日 Wreckateer
- 8月1日 Deadlight
- 8月8日 Hybrid 5th Cell
- 8月15日 Dust: An Elysian Tail
- 8月17日 The Expendables 2 Video Game
- 8月22日 Counter-Strike: Global Offensive - 2025年現在は配信終了済み
- 8月22日 ジョジョの奇妙な冒険
- 8月29日 Rock Band Blitz - 日本未配信。
- 9月5日 Kung Fu Strike: The Warrior's Rise - 日本未配信。
- 9月5日 Dogfight 1942 City Interactive
- 9月7日 Mark of the Ninja
- 9月12日 Double Dragon Neon
- 9月12日 Red Johnson's Chronicles - One Against All
- 9月14日 Joe Danger 2: The Movie
- 9月19日 Realms of Ancient War
- 9月21日[1] ファイヤープロレスリング
- 9月26日 Hell Yeah! Wrath of the Dead Rabbit
- 10月5日 ナイツ
- 10月5日 ソニックアドベンチャー2
- 10月10日 Naughty Bear: Panic in Paradise
- 10月10日 Worms: Revolution
- 10月11日 RAW: Realms of Ancient War
- 10月12日 Happy Wars（マイクロソフト） - 無料。2018年6月中旬、360本体において配信終了。
- 10月15日 Intel Discovered - 無料。2014年7月、配信終了。
- 10月17日 Zombie Driver HD
- 10月17日 Serious Sam 3: BFE - 日本未配信。
- 10月24日 Guilty Gear XX Λ Core Plus
- 10月26日 Home Run Stars
- 10月31日 Pid
- 10月31日 Pool Nation
- 11月7日 カラテカ - 日本未配信。
- 11月7日 トージャム&アールコレクション - トージャム&アール（英語版）、トージャム&アール2（英語版）収録。
- 11月14日 Warlords
- 11月14日 Planets Under Attack
- 11月20日 Kinect Sports Gems: 3 Point Contest - 日本未配信。
- 11月20日 Kinect Sports Gems: Darts vs. Zombies - 日本未配信。
- 11月20日 Kinect Sports Gems: Ski Race - 日本未配信。
- 11月21日 遊☆戯☆王ファイブディーズ DECADE DUELS
- 11月28日 ファイティングバイパーズ
- 11月28日 ソニック・ザ・ファイターズ
- 11月28日 バーチャファイター2
- 11月30日 Red Bull Crashed
- 12月5日 Guardians of Middle-earth - 日本未配信。
- 12月12日 American Mensa Academy - 日本未配信。
- 12月17日 Kinect Party - 期間限定無料。日本未配信。
- 12月25日 Kinect Sports Gems: Field Goal Contest - 日本未配信。
- 12月25日 Kinect Sports Gems: Prize Driver - 日本未配信。
- 12月25日 Kinect Sports Gems: Reaction Rally - 日本未配信。

## 2013年
- 1月20日 Black Knight Sword
- 1月23日 The Cave - 日本未配信。
- 1月30日[2] Skulls of the Shogun
- 2月6日 Special Forces: Team X - 日本未配信。
- 2月13日 電脳戦機バーチャロン - 日本のみ配信。
- 2月13日 バーチャストライカー - 日本のみ配信。
- 2月20日 カプコン アーケード キャビネット - 『1943 ミッドウェイ海戦』、『ブラックドラゴン』、『必殺 無頼拳』収録。
- 2月20日 ジェットセットラジオ
- 2月20日 Serious Sam Double D: XXL - 日本未配信。
- 2月27日 ファントムブレイカー バトルグラウンド
- 2月27日 Runner2
- 3月6日 Dollar Dash - 日本未配信。
- 3月8日 WRC Powerslide - 日本未配信。
- 3月12日 Kinect Sports Gems: 10 Frame Bowling - 日本未配信。
- 3月12日 Kinect Sports Gems: Penalty Saver - 日本未配信。
- 3月12日 Kinect Sports Gems: Ping Pong - 日本未配信。
- 3月20日 Alien Spidy - 日本未配信。
- 3月20日 Giana Sisters: Twisted Dreams - 日本未配信。
- 3月27日 Terraria - Xbox 360 Edition - 日本未配信。
- 4月3日 BattleBlock Theater
- 4月5日 ダブルドラゴンII ザ・リベンジ
- 4月10日 Motocross Madness
- 4月12日 Twisted Pixel Games Bundle - Comic Jumper, 'Splosion Man, Ms. Splosion Man, The Maw収録。日本未配信。
- 4月17日 Sacred Citadel
- 4月19日 God Mode - 日本未配信。
- 4月24日 Poker Night 2 - 日本未配信。
- 5月3日 Way of the Dogg
- 5月8日 BIT.TRIP Presents… Runner2: Future Legend of Rhyth
- 5月8日 Crash Course 2 - 無料、ゴールド会員専用。[注釈 4]
- 5月10日 Monaco: What's Yours is Mine - 日本未配信。
- 5月15日 Sanctum 2 - 日本未配信。
- 5月17日 Hunter's Trophy 2 - America - 日本未配信。
- 5月22日 Call of Juarez Gunslinger
- 5月29日 CastleStorm
- 5月29日 Hunter's Trophy 2 - Australia - 日本未配信。
- 5月31日 Wolfenstein 3D - 日本未配信。再配信。
- 6月5日[3] State of Decay - 日本未配信。
- 6月12日 Thunder Wolves - 日本未配信。
- 6月14日 STORM（英語版） - 日本未配信。
- 6月14日 Fireburst - 日本未配信。
- 6月19日 Dungeons & Dragons: Chronicles of Mystara - 日本未配信。
- 6月25日 Boxing Fight - 日本未配信。
- 6月26日 Magic 2014 — Duels of the Planeswalkers
- 6月26日 Spartacus Legends - 無料、ゴールド会員。
- 6月28日 Doodle Jump for Kinects
- 7月3日 Scourge: Outbreak
- 7月5日 CAPSIZED - 日本未配信。
- 7月12日 Pacific Rim
- 7月17日 R.I.P.D.: The Game - 日本未配信。
- 7月26日 Mars: War Logs - 日本未配信。
- 7月26日 Zeno Clash 2 - 日本未配信。
- 7月31日 Narco Terror - 日本未配信。
- 7月31日 Cloudberry Kingdom - 日本未配信。
- 8月6日 WRC Powerslide - 日本未配信。
- 8月7日 Brothers
- 8月14日 Charlie Murder
- 8月21日 Flashback
- 8月22日 Dungeons & Dragons: Chronicles of Mystara - 日本未配信。
- 8月28日 TMNT: OOTS
- 8月20日 A.R.E.S. Extinction Agenda EX
- 9月4日 ミッキーマウス キャッスル・オブ・イリュージョン - メガドライブ用ソフト『アイラブミッキーマウス ふしぎのお城大冒険』のリメイク、2016 年9月1日に配信終了[4]
- 9月4日 WSOP: Full House Pro - 無料、ゴールド会員。
- 9月6日 Freefall Racers - 日本未配信。
- 9月11日 DuckTales: Remastered - 日本未配信。
- 9月18日 Foul Play
- 9月20日 マーローブリッグス(Marlow Briggs)
- 9月25日 Ascend: Hand of Kul
- 9月25日 Girl Fight - 日本未配信。
- 9月25日 PAC-MAN Championship Edition DX+
- 10月4日 Duke Nukem 3D
- 10月9日 Rock of Ages
- 10月9日 Orc Attack - 日本未配信。
- 10月10日 うたっておどろう
- 10月11日 The Wolf Among Us - 日本未配信。
- 10月11日 パーフェクトダーク
- 10月16日 HEXODIUS - 日本未配信。
- 10月16日 Who Wants To Be A Millionaire? - 日本未配信。
- 10月18日 Alien Rage - 日本未配信。
- 10月23日 How to Survive
- 10月25日 Magrunner: Dark Pulse - 日本未配信。
- 10月25日 Castlevania: Lords of Shadow – Mirror of Fate - 日本未配信。
- 10月28日 Blood of the Werewolf - 日本未配信。
- 10月30日 Retro City Rampage
- 11月1日  ヴァンパイアリザレクション - ヴァンパイアハンター、ヴァンパイアセイヴァーのHDリマスター版[5]。
- 11月1日 Blood Knights - 日本未配信。
- 11月8日 Final Exam - 日本未配信。
- 11月13日 The Bridge - 日本未配信。
- 11月15日 Contrast - 日本未配信。
- 11月20日 ソウルキャリバー2 HD - 日本未配信。
- 12月4日 Castlevania: Lords of Shadow - 宿命の魔鏡 HD
- 12月4日 The Raven Episode 1 - 日本未配信。
- 12月18日 The Walking Dead: Season Two[注釈 5] - 日本未配信。

## 2014年
- 1月15日 Assassin’s Creed® Liberation HD - 日本未配信。2025年現在は全世界でDL版未配信。
- 1月17日 Warlords - 日本未配信。
- 1月29日 リコイル
- 1月31日 Halo: Spartan Assault
- 2月11日 Far Cry Classic - 日本未配信。
- 2月14日 LocoCycle[注釈 6]
- 2月21日 Takedown: Red Sabre
- 2月26日 ストライダー飛竜[注釈 7]
- 3月12日 Constant C
- 3月14日 Skydive - 日本未配信。
- 3月25日 Yu-Gi-Oh! Millennium Duels - 日本未配信。
- 4月1日 Blackgate Deluxe Ed - 日本未配信。
- 4月1日 Goat Simulator
- 4月9日 R.B.I. Baseball 14 - 日本未配信。
- 4月23日 Defense Technica
- 4月25日 Dustforce - 日本未配信。
- 4月30日 チャイルド オブ ライト[注釈 8]
- 5月7日  Peggle 2 - 日本未配信。
- 5月14日 Super TIME Force
- 5月21日 Max: The Curse of Brotherhood - Wiiウェア用ソフト『らくがきヒーロー』の続篇
- 5月29日 Trials Fusion
- 6月11日 Blood of the Werewolf - 日本未配信。
- 6月18日 Mutant Blobs Attackf - 日本未配信。
- 6月23日 Skullgirls
- 6月18日 Tales from Space: Mutant Blobs Attack - 日本未発売。
- 6月25日 パックマン ミュージアム
- 6月25日 Putty Squad - 日本未配信。
- 6月25日 Valiant Heartsf - 日本未配信。
- 7月2日 Guacamelee! STCE - 日本未配信。
- 7月16日 マジック2015
- 7月16日 Abyss Odyssey - 日本未配信。
- 7月22日 TMNT Training Lair - 日本未配信。
- 7月23日 Forgotten Wars - 日本未配信。
- 7月30日 ガトリング ギア - 再配信。
- 7月30日 AirMech Arena
- 9月24日 Slender: The Arrival - 日本未配信。
- 9月26日 Anna - Extended Edition - 日本未配信。
- 10月1日 Jet Car Stunts - 日本未配信。
- 10月22日 The Legend of Korra  - 日本未配信。
- 10月29日 Costume Quest 2 - 日本未配信。
- 11月26日 Geometry Wars 3: Dimensions  - 日本未配信。
- 12月3日 Syberia - 日本未発売。
- 12月5日 Toybox Turbos
- 12月9日 Juju - 日本未配信。

## 2015年
- 1月14日 Monopoly Plus [注釈 9]- 日本未配信。
- 1月14日 Monopoly Deal [注釈 10]- 日本未配信。
- 1月30日 Life Is Strange -Episode 1 - 日本語版の配信は2016年3月3日を予定している。
- 2月17日 Trivial Pursuit Live! - 日本未配信。
- 2月25日 バイオハザード リベレーションズ2 エピソード1[注釈 11]

## 2016年
- 2月23日 The Walking Dead: Michonne
- 6月21日 Mighty No. 9

## アーケード ヒット（Xbox Live Arcadeの廉価版）
- Puzzle Quest: Challenge of the Warlords
- DOOM
- Assault Heroes
- Bankshot Billiards 2
- ルミネスライブ！
- Marble Blast Ultra
- Small Arms
- Zuma
- フィーディング フレンジー
- Worms
- Braid

## 発売されなかったタイトル
| タイトル                  | 発売元             | 備考 |
| ------------------------- | ------------------ | --- |
| Torchlight（日本語版）    | 日本マイクロソフト | 当初は2011年3月9日に配信される予定だったが、日本語の表示における不具合が判明したため、配信中止となった。        |
| Bonk: Brink of Extinction |                    | PC原人シリーズの流れをくむ作品として2010年春に配信される予定だった。 発売中止が表明された後、データが流出した。 |